# 1910
1910 (MCMX) var ett normalår som började en lördag i den gregorianska kalendern och ett normalår som började en fredag i den julianska kalendern.

## Händelser

### Januari
- 1 januari – Tidaholms stadsprivilegier börjar gälla.[1]
- 3 januari – Svenska scoutförbundet bildas av Ebbe Lieberath, två år efter att Robert Baden-Powell grundat rörelsen i Storbritannien.
- 5 januari – Före detta kyparen Alfred Ander rånmördar en kassörska på växelkontoret i Stockholm.[2]
- 9 januari – Värmlänningarne, den första svenska långfilmen, har premiär och Charles Magnusson ledde inspelningen.[3] Filmen är 415 meter lång, och pelades in på Svenska Biografteatern i Kristianstad.
- 23 januari – Svenska Kommunalarbetareförbundet bildas.[4]
- 31 januari – Ulrich Salchow, Sverige blir världsmästare i konståkning för nionde gången.[4]

### Februari
- 7 februari – Belgien, Storbritannien och Tyskland fastställer gränserna mellan Belgiska Kongo, Tyska Östafrika och Brittiska Uganda.[3]
- 9 februari – Lejonparten av all svensk sprittillverkning samlas i ett bolag: Reimersholms gamla spritförädlings AB.[5]
- 15 februari – LM Ericsson har nu installerat en telefoncentral i Paris.[4]
- 18 februari – När Anders Zorn fyller 50 skänker han 100 etsningar av en dalkulla till Ord och Bild.[6]
- 20 februari – I Stockholm samlas åtta klubbar, bland andra AIK och Örgryte IS, och bildar den första nationella svenska fotbollsserien.[3]
- 23 februari – Förslag om utredning av totalt rusdrycksförbud faller i den svenska riksdagen.[4]
- 24 februari – Den svenska fotbollsföreningen Malmö FF bildas med Werner Mårtensson som ordförande.
- 25 februari – Tibets styrande dalai lama Thupten Gjatso flyr från invaderande kinesiska soldater till Brittiska Indien.[3]

### Mars
- Mars – Mälaren runt med bil körs i Sverige.[7]
- 2 mars – Turbinerna i Trollhätte kraftverk startas.[4]
- 3 mars – Amerikanske mångmiljonären John D. Rockefeller instiftar Rockefellerstiftelsen, en fond för vetenskaplig forskning.[3]
- 7 mars – Första etappen av Åre bergbana invigs. Den är 800 meter lång, har kostat 230 000 SEK att bygga, och ingår i arbetet med att göra Åre till turistort.[5]
- 8 mars – En socialistisk kvinnokonferens i Köpenhamn, Danmark beslutar att 8 mars skall firas som internationella kvinnodagen.[8]
- 10 mars – Kina avskaffar slaveriet, människor får inte längre köpas och säljas.[3]
- 14 mars – Svensk sjuksköterskeförening bildas för att utgöra en centralpunkt för den svenska sjuksköterskekåren och bidra till sjuksköterskornas utveckling.[9]
- 15 mars – Hjalmar Bergmans roman Hans nåds testamente utkommer.[4]

### April
- 7 april – Hinke Bergegren håller föredraget Kärlek utan barn och döms därför till fängelse.[4] Han är redaktör för tidningen Brand, och föredraget förbjuds enligt ordningsstadgan.[5]
- 8 april – Den första svenskbyggda flygmaskinen visas på stadshotellet i Landskrona.
- 11 april – Karolinska förbundet bildas av försvarsvänliga historiker, för att främja forskningen och öka kännedomen om Karl XII:s tid.
- 14 april – Den första svensktillverkade flygmaskinen presenteras[4] och är ett monoflygplan av Oscar Asp och Hjalmar Nyrop från Landskrona.[5]
- 20 april – Halleys komet närmar sig jorden.
- 29 april
  - Strindbergsfejden utbryter när den svenske författaren August Strindberg i Aftontidningen angriper Karl XII-kulten.[3] Fejden förändrar relationer mellan litterärt 1880-tal och 1890-tal, samt mellan socialism och realism.[5] Den angriper också 1890-talsförfattarna, särskilt Verner von Heidenstam och förlöjligar Sven Hedin. Han kritiserar också kungamakten, byråkratin, Svenska akademien och kyrkan. Han får mothugg av de konservativa, men stöds av arbetarrörelsen. Cirka 300 debattörer skriver under 16 månader 465 inlägg och fejden leder till förändrade relationer mellan liberaler och socialister.
  - Svenska sällskapet för rashygien bildas.[2]

### Maj
- 1 maj – The National Association for the Advancement of Colored People (N.A.A.C.P.) bildas i New York. Organisationen blir en föregångare i kampen för de svartas mänskliga rättigheter i USA.

Sydafrikanska unionen

- 6 maj – Vid Edvard VII:s död efterträds han som kung av Storbritannien av sin son Georg V.[3]

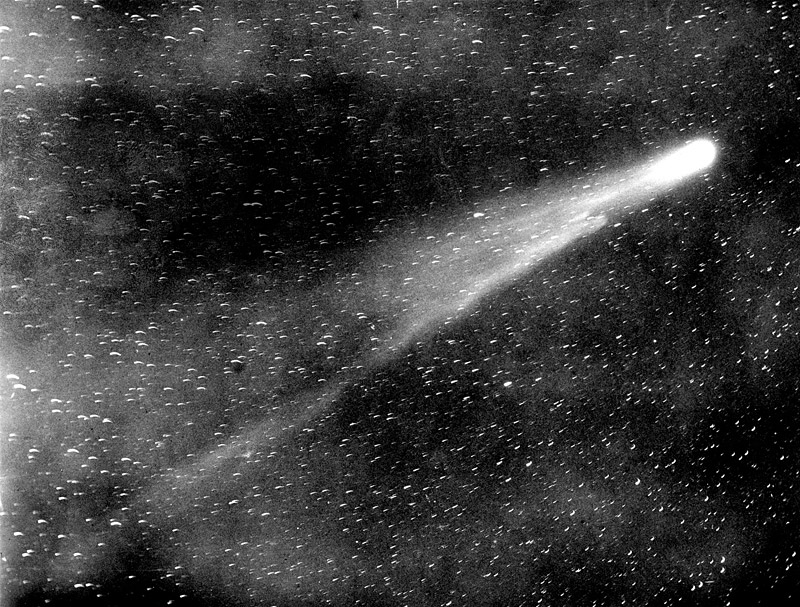
Halleys komet

- 19 maj – Halleys komet och jorden passerar varandra, varning om "jordens undergång" visar sig felaktig.[2] Detta tar Astrid Lindgren upp i sina berättelser om Emil i Lönneberga.
- 19 maj–4 september – USA skickar soldater till Nicaragua för att skydda USA:s intressen i Bluefields.[10]
- 31 maj – Sydafrikanska unionen proklameras.[11] Unionen består av Kapkolonin, Natal, Transvaal och Oranjefristaten. I det första valet vinner South African Party över Unionspartiet, och boergeneralen Louis Botha blir premiärminister.

### Juni
- 2 juni – Sveriges riksdag antar en lag som förbjuder försäljning och upplysning om preventivmedel.[3] Lagen är föranledd av Hinke Bergegrens föredrag "Kärlek utan barn" i april 1910.[5]
- 25 juni – Sveriges Arbetares Centralorganisation (SAC) bildas[3] av syndikalistiska utbrytare ur LO, eftersom dessa är missnöjda med LO efter storstrejken 1909.[5]

### Juli
- 2 juli – 120 ledamöter av Sveriges riksdag reser till Norrland i specialbeställda extratåg för att öka svenska riksdagsledamöters intresse för Norrland.[5]
- 4 juli – 32-årige Jack Johnson, USA försvarar sin världsmästartitel som tungviktsmästare i boxning genom KO-seger i Reno mot tre år yngre James J. Jeffries, USA.[3]
- 7 juli – Carl Cederström misslyckas med att bli den förste som flyger över Öresund.[12]
- 12 juli – En svensk expedition landstiger på Spetsbergen, för att annektera en del av ön för svensk räkning, eftersom man vill utvinna kol där.
- 17 juli – Den danske flygaren Svendsen blir den förste att flyga över Öresund, från Köpenhamn till Malmö.[12]

### Augusti

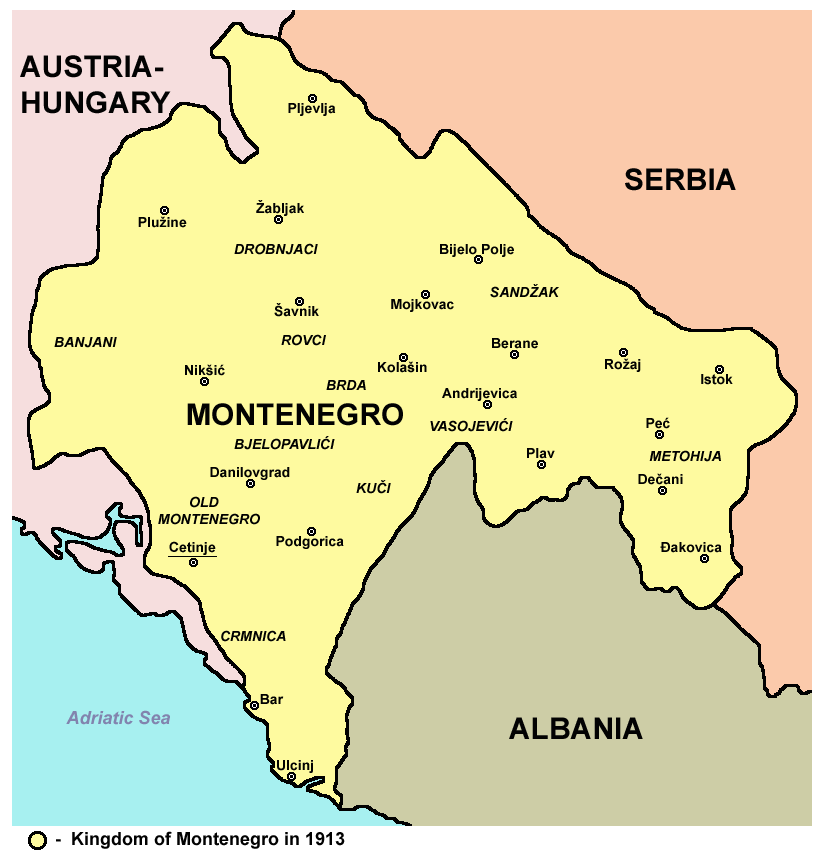
Kungariket Montenegro

- Augusti – 23-årige konstnären Marc Chagall lämnar Ryssland och slår sig ner i Paris.[2]
- 6–8 augusti – Den första riksspelmansstämman äger rum på Skansen i Stockholm.
- 15 augusti – 800 personer dödas och 398 000 hus förstörs vid tyfon och översvämning i Japan.[13]
- 16 augusti – Man gör den svenska annekteringen på Spetsbergen officiell, genom att uppsätta en ny "annekteringsskylt", varefter expeditionen ger sig av hemåt.
- 17 augusti – Alfred Ander döms för rånmord till döden, vilket blir den näst sista dödsdomen som utfärdas i Sverige.
- 22 augusti – Japan annekterar Korea och döper området till generalguvernementet Chosen.[3]
- 24 augusti – Svenske flygpionjären Carl Cederström lyckas flyga över Öresund.[4] Det är andra försöket, det första den 7 juli misslyckades på grund av kylarkrångel.
- 28 augusti – Furstendömet Montenegro blir Kungariket Montenegro.[14]

### September
- 4 september – Andra internationalen håller kongress i Malmö.
- 18 september – Carl Cederström företar sin första flygning över Gärdet i Stockholm.[12]
- 22 september – Sveriges första strutsavelsefarm startar i Råsunda utanför Stockholm.[5]
- Hösten – Den svenske generalstabschefen överlägger med sin tyska motsvarighet i Berlin.

### Oktober

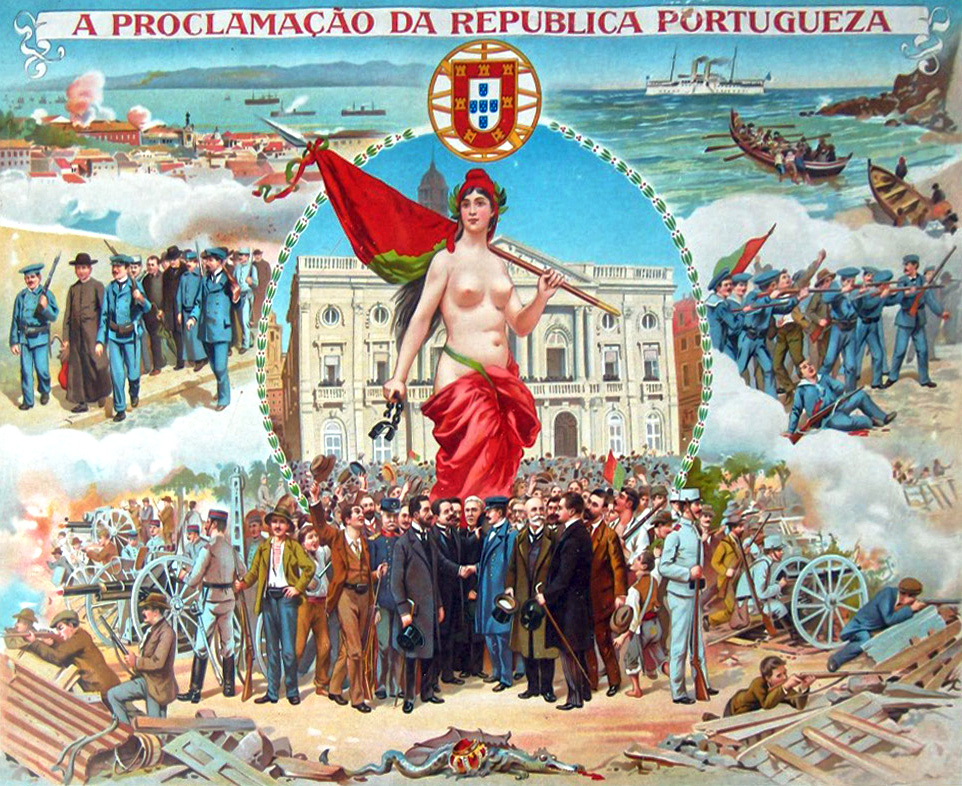
5 oktoberrevolutionen i Portugal 1910.

- 2 oktober – Den svenske friherren Carl Cederström gör den första motordrivna flygturen över Stockholm.[3]
- 5 oktober – Flottan och armén i Portugal gör uppror och utropar republik då Manuel II flytt.[3] Republik med författaren Theophilo Braga som landets första president proklameras[2] medan kungen flyr till Storbritannien.
- 15 oktober – Ernst Rolf skivdebuterar i Stockholm, då han sjunger in tre titlar och tjänar 75 kronor. Titlarna ges ut året därpå som tre enkelsidiga plattor.
- 29 oktober – Trollhätte kraftverk invigs i Sverige.[3]

### November

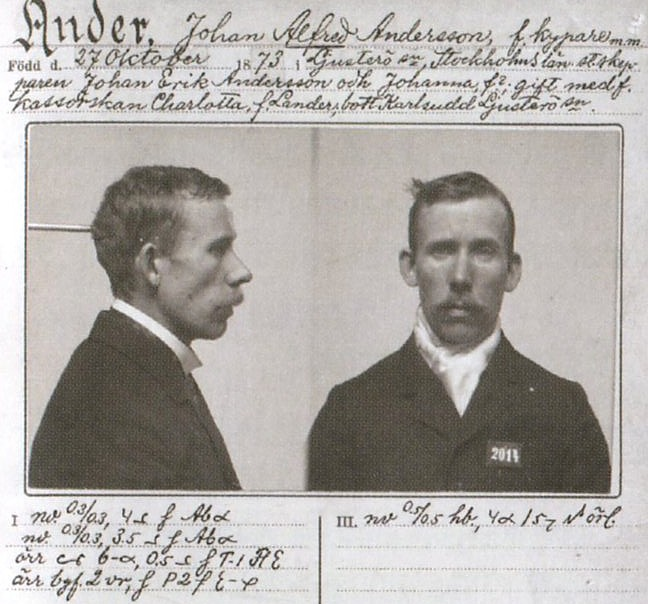
Alfred Ander

- 10 november – Konglig Elektrosektionen vid KTH bildas vid ett konstituerande möte kl 19:15.
- 18 november
  - Bondeledaren Emiliano Zapata och banditen Pancho Villa i Mexiko går med i upproret mot USA-stödde presidenten Porfirio Díaz.[2]
  - Hundratals kvinnor demonstrerar utanför parlamentet i London i protest mot att premiärminister Herbert Asquith avvisat ett förslag som förordar kvinnlig rösträtt. Några av kvinnorna med suffragettledaren Emmeline Pankhurst i spetsen försöker bryta sig in i parlamentet men stoppas av polis. Demonstrationen urartar i kravaller över 100 kvinnor arresteras och misshandlas brutalt av polisen. Händelsen har gått till historien som Svarta fredagen.
- 23 november – Den sista avrättningen i Sverige verkställs då förre kyparen Alfred Ander avrättas med giljotin. Han är dömd för rånmord och avrättas på Långholmens fängelsegård i Stockholm.[3] Det är första[15] och enda gången giljotinen används i Sverige, och avrättningen utförs av Anders Gustaf Dahlman, Sveriges siste skarprättare.

### December
- December – En form av lungpest sprids i nordöstra Kina, och kräver över 40 000 människoliv.[16][17][18]
- 3 december – Det första barn- och ungdomsbiblioteket öppnar i Stockholm på privat initiativ.
- 9 december – De svenska prästernas tionde avskaffas.
- 31 december – Under året har 12 dödsolyckor i motortrafiken inträffat i Sverige.[19]

### Okänt datum
- Sveriges första kvinnliga stadsfullmäktigeledamot, socialdemokraten Gertrud Månsson, väljs i Stockholm.
- De svenska bankerna börjar organisera sina emissioner i emissionsbolag.
- Svenska Skidförbundet arrangerar de första svenska mästerskapen i skidåkning.
- 72 % av barnen i USA går i skola och hälften av barnen i USA går i skolor med bara ett klassrum.
- Världens rikaste bankirer samlas i Jekyll Island för ett hemligt möte. De planerar för Federal Reserves införande.
- Möllebanan invigs.
- Svensk exportboom kring denna tid.[20]
- Sverige och Tysklands generalstaber överlägger om samverkan vid eventuell konflikt med Ryssland.[21]
- Den svenskfödda befolkningen i USA når maximum, 665 000 personer.[21]
- I Stockholm finns cirka 1 000 bilar, och 300 av dem är taxibilar. I staden finns också 35 hästdroskor.[22]

## Födda
- 5 januari – Jack Lovelock, nyzeeländsk läkare och idrottsman.
- 8 januari – Galina Ulanova, rysk ballerina.
- 11 januari – Trygve Bratteli, norsk regeringschef.
- 18 januari – Roland Svensson, svensk författare (skärgårdsskildrare) och konstnär.[4]
- 20 januari – Åke Söderblom, svensk skådespelare.
- 23 januari – Django Reinhardt, belgisk-fransk jazzgitarrist.
- 28 januari – Adina Mandlová, tjeckisk skådespelare.
- 30 januari – C. Subramaniam, indisk politiker.
- 1 februari – Ngabö Ngawang Jigme, tibetansk-kinesisk politiker.
- 3 februari – Pearl Argyle, brittisk ballerina.
- 5 februari – Martin Larsson, svensk folkpartistisk riksdagsledamot.
- 8 februari – Stig Järrel, svensk skådespelare.[4]
- 9 februari
  - Gun Adler, svensk skådespelare.
  - Jacques Monod, fransk biokemist, nobelpristagare.
- 16 februari – Börje Larsson, svensk regissör, manusförfattare, sångtextförfattare och skådespelare.
- 17 februari – Walter Sarmell, svensk skådespelare och inspicient.
- 19 februari – Sten Frykberg, svensk dirigent och kompositör.
- 24 februari – Marianne Löfgren, svensk skådespelare.
- 26 februari – Nils Gustafsson, svensk kyrkoherde och skådespelare.
- 27 februari
  - Joan Bennett, amerikansk skådespelare.
  - Robert Buron, fransk politiker.
- 1 mars – David Niven, brittisk skådespelare.
- 4 mars – Tancredo Neves, brasiliansk politiker.
- 5 mars – Ennio Flaiano, italiensk författare, manusförfattare och journalist.
- 6 mars – Arthur Österwall, svensk orkesterledare, kompositör, vokalist och musiker (kontrabas).
- 8 mars
  - Claire Trevor, amerikansk skådespelare.
  - Gabriel París Gordillo, colombiansk politiker.
- 11 mars – Jacinta Marto, portugisiskt helgon.
- 14 mars – Torvald Gahlin, svensk skämttecknare.[4]
- 20 mars – Greta Bjerke, svensk sångerska och skådespelare.
- 23 mars – Akira Kurosawa, japansk filmregissör.
- 24 mars – Richard Conte, amerikansk skådespelare.
- 28 mars – Ingrid av Sverige, svensk prinsessa och drottning av Danmark 1947–1972, gift med Fredrik IX av Danmark.[4]
- 5 april – Sven Andersson, svensk politiker, försvarsminister 1957–1973.
- 6 april – Gudrun Brost, svensk skådespelare.
- 10 april – Stanisław Kowalski, polsk friidrottare.
- 11 april – Karl Vennberg, svensk författare.[4]
- 12 april – Ramaswamy Venkataraman, Indiens president 1987-1992.
- 16 april – Gunnel Beckman, svensk författare.
- 18 april – Rudolf Lange, tysk SS-officer.
- 26 april – Erland von Koch, svensk kompositör.
- 7 maj – Arne Geijer, svensk LO-ordförande.[4]
- 19 maj
  - Nathuram Godse, indisk hinduaktivist, mördade Mahatma Gandhi
  - Helge Hagerman, svensk skådespelare, vissångare, regissör, och producent.
- 23 maj
  - Scatman Crothers, amerikansk skådespelare.
  - Artie Shaw, amerikansk klarinettist och orkesterledare.
- 24 maj – Gunnar Ekwall, svensk skådespelare.
- 25 maj – Lars Seligman, svensk skådespelare.
- 26 maj – Imi Lichtenfeld, israelisk militär.
- 1 juni – Leonard Landgren, svensk kompositör, musiker (trumpet, piano, dragspel) och kapellmästare.
- 3 juni – Paulette Goddard, amerikansk skådespelare.
- 4 juni – Robert Bernard Anderson, amerikansk republikansk politiker, USA:s finansminister 1957–1961.
- 11 juni – Jacques-Yves Coustaeu, fransk oceanograf.
- 14 juni – Harry Brandelius, svensk vis- och populärsångare.
- 17 juni – Heikki Konttinen, finländsk skulptör.
- 18 juni
  - Hélène Kirsova, dansk ballerina och koreograf.
  - Castro Soromenho, angolansk författare.
- 21 juni – Ture Königson, svensk politiker.
- 22 juni
  - Peter Pears, brittisk tenor.
  - Konrad Zuse, tysk konstruktör av den första fungerande datorn.
- 23 juni
  - Jean Anouilh, fransk författare.
  - Gordon B. Hinckley, president (profet) för Jesu Kristi kyrka av sista dagars heliga.
- 28 juni – Ingrid Luterkort, svensk teaterkvinna
- 7 juli – Olle Björling, svensk musiker (saxofon).
- 10 juli – Sigfrid Jonsson, svensk skogsarbetare och socialdemokratisk riksdagspolitiker.
- 11 juli – Ludwig Stumpfegger, tysk SS-läkare; Adolf Hitlers personlige kirurg 1944–1945.
- 15 juli – Ronald Binge, brittisk kompositör och textförfattare.
- 16 juli – Olle Janson, svensk skådespelare.
- 18 juli – Mamadou Dia, senegalesisk politiker.
- 1 augusti
  - Erik Lönnroth, svensk historiker, ledamot av Svenska Akademien 1962–2002.
  - Gerda Taro, tysk journalist och krigsfotograf.
- 5 augusti – Erik Lindegren, svensk författare.[4]
- 6 augusti – Charles Crichton, brittisk filmregissör.
- 8 augusti – Sylvia Sidney, amerikansk skådespelare.
- 9 augusti – Robert van Gulik, holländsk deckarförfattare, doktor i sinologi och diplomat.
- 12 augusti – Eliot Noyes, amerikansk arkitekt och formgivare.
- 15 augusti – Thomas Kuchel, amerikansk republikansk politiker, senator 1953–1969.
- 28 augusti – Moder Teresa, katolsk nunna. Mottagare av Nobels fredspris.
- 3 september – Maurice Papon, fransk krigsförbrytare i Vichy-regeringen.
- 8 september
  - Jean-Louis Barrault, fransk skådespelare.
  - Irmfried Eberl, tysk SS-läkare och kommendant i Treblinka.
- 11 september – Carin Lundquist, svensk skådespelare.
- 14 september – Lasse Dahlqvist, svensk kompositör, vissångare och skådespelare.
- 15 september – Fridolf Wirmark, svensk överförmyndare och politiker.
- 16 september – Erich Kempka, Adolf Hitlers personlige chaufför från 1936.
- 23 september – Viola Sandell, svensk arbetsvårdsinspektör och socialdemokratisk politiker.
- 26 september – Gösta Bernhard, svensk revyförfattare och skådespelare.[4]
- 28 september – Albert Christiansen, svensk barnskådespelare och ingenjör.
- 1 oktober – Bonnie Elizabeth Parker, amerikansk bankrånare.
- 4 oktober – Selina Chönz, schweizisk, rätoromanskspråkig barnboksförfattare.
- 10 oktober – Harold LeVander, amerikansk politiker, guvernör i Minnesota 1967–1971.
- 12 oktober
  - Luise Rainer, österrikisk skådespelare
  - Frederick Fyvie Bruce, brittisk bibelforskare
- 13 oktober – Claes Gill, norsk skådespelare.
- 19 oktober – Subramanyan Chandrasekhar, indisk astrofysiker, nobelpristagare.
- 21 oktober – Birger Lundquist, svensk tecknare.[4]
- 27 oktober – Jack Carson, amerikansk skådespelare.
- 30 oktober – Gerty Bernadotte af Wisborg (Börjesson), grevinna
- 5 november – Else Heiberg, norsk skådespelare.
- 6 november – Erik Ode, tysk skådespelare.
- 8 november – Elfriede Brüning, tysk författare.
- 14 november – Jens Book-Jenssen, norsk sångare.
- 18 november – Gunnar Fischer, svensk filmfotograf.
- 19 november – Hjalmar Mehr, svensk politiker.
- 26 november – Cyril Cusack, irländsk skådespelare.
- 29 november – Gustaf Wingren, svensk teolog och professor.
- 1 december – Alicia Markova, brittisk ballerina.
- 8 december – Arne Nyberg, svensk skådespelare.
- 10 december – Tore Westlund, svensk musiker (klarinett och saxofon).
- 13 december – Van Heflin, amerikansk skådespelare.
- 15 december – John H. Hammond, amerikansk musikproducent på skivbolaget CBS.
- 16 december – Egill Jacobsen, dansk konstnär.
- 19 december – Jean Genet, fransk författare.
- 23 december – Kurt Meyer, tysk officer i Waffen-SS.
- 24 december – Ferenc Erdei, ungersk politiker.
- 27 december – Karl-Erik Alberts, svensk filmfotograf och kortfilmsregissör.
- 27 december – Tore Werner, svensk operasångare.
- 29 december – Ruth Hall, amerikansk skådespelare.
  - Torsten Hägg, svensk organist och tonsättare.

## Avlidna

### Första kvartalet

#### Januari
- 5 januari – Léon Walras, 75, fransk nationalekonom.

#### Februari
- 18 februari – Frans Henrik Kockum d.y., 69, svensk industriledare.
- Februari – Martin Ekenberg, 39, svensk ingenjör, uppfinnare av den första brevbomben.

#### Mars
- 9 mars – Fredrik von Otter, 76, svensk politiker, friherre och sjömilitär, Sveriges statsminister 1900–1902.

### Andra kvartalet

#### April
- 14 april – Michail Vrubel, 54, rysk konstnär.
- 21 april – Mark Twain, 74, amerikansk författare.
- 26 april
  - Bjørnstjerne Bjørnson, 77, norsk diktare,[11] nobelpristagare i litteratur 1903.
  - Garretson Gibson, 77, Liberias president 1900–1904.

#### Maj
- 6 maj – Edvard VII, 68, kung av Storbritannien sedan 1901.
- 27 maj – Robert Koch, 66, tysk bakteriolog nobelpristagare.
- 28 maj – Beda Stjernschantz, 42, finländsk målare.

#### Juni
- 3 juni – Philipp Josef Pick, 75, österrikisk dermatolog.
- 28 juni – Samuel D. McEnery, 73, amerikansk jurist och politiker, senator 1897–1910.

### Tredje kvartalet

#### Juli
- 2 juli – Elias Sunde, 58, norsk politiker.
- 4 juli – Giovanni Schiaparelli, 75, italiensk astronom.
- 10 juli – Johann Gottfried Galle, 98, tysk astronom.
- 14 juli – Marius Petipa, 92, fransk balettdansör och koreograf.
- 16 juli – Albert Anker, 79, schweizisk konstnär.
- 31 juli – John G. Carlisle, 75, amerikansk demokratisk politiker, USA:s finansminister 1893–1897.

#### Augusti
- 13 augusti – Florence Nightingale, 90, brittisk sjuksköterska.
- 26 augusti – Friedrich Daniel von Recklinghausen, 76, tysk patolog.

### Fjärde kvartalet

#### Oktober
- 1 oktober – Napoleon B. Broward, 53, amerikansk demokratisk politiker, guvernör i Florida 1905–1909.
- 3 oktober – Rufus Blodgett, 75, amerikansk demokratisk politiker, senator 1887–1893.
- 15 oktober – Jonathan P. Dolliver, 52, amerikansk republikansk politiker, senator 1900–1910.
- 23 oktober – Chulalongkorn, 57, kung av Siam 1868–1910.
- 24 oktober – Cut Nyak Meutia, 40, indonesisk nationalhjältinna.
- 30 oktober – Henri Dunant, 72, Röda Korsets grundare, nobelpristagare.

#### November
- 13 november – Alexander S. Clay, 57, amerikansk demokratisk politiker, senator 1897–1910.
- 20 november – Lev Tolstoj, 82, rysk författare.
- 23 november – Alfred Ander, 36, svensk kypare och spårvagnsförare.
- 25 november – Olof Larsson i Rödön, 69, svensk hemmansägare och riksdagspolitiker.
- 26 november – Johan Eric Ericsson, 73, svensk lantbrukare och politiker (liberal).

#### December
- 27 december – Egil Unander-Scharin, 42, svensk industriman och affärsman.

## Nobelpris[23]
- Fysik – Johannes Diderik van der Waals, Nederländerna
- Kemi – Otto Wallach, Tyskland
- Medicin – Albrecht Kossel, Tyskland
- Litteratur – Paul Heyse, Tyskland
- Fred – Internationella fredsbyrån

### Fotnoter
1. ↑  Nordisk familjebok 1919 – Tidaholm (läst 3 april 2011)
2. 1 2 3 4 5 6  100 år med Aftonbladet – 1910, 1999
3. 1 2 3 4 5 6 7 8 9 10 11 12 13 14 15 16  20:e århundrades När Var Hur – 1910, Bernt Himmelstedt, Forum, 1999
4. 1 2 3 4 5 6 7 8 9 10 11 12 13 14 15 16 17 18  Hundra år i Sverige – 1910, Hans Dahlberg, Albert Bonniers, 1999
5. 1 2 3 4 5 6 7 8 9  Sverige 1900-talet – 1910, NE, Bra Böcker, 2000
6. ↑  75 år Sverige, Carl-Adam Nycop, Bokförlaget Bra böcker, 1976, sidan 33 – Zorn-estning hjälpte Ord och Bild
7. ↑  Hundra år i Sverige – Den vackra epoken: ...och de rika, Hans Dahlberg, Albert Bonniers, 1999
8. ↑  ”Det hände i dag”. http://webnews.textalk.com/se/calendar.php?id=9747&type=month&ds=20100311&list=true.
9. ↑  Götlind, Anna (2010). Svensk sjuksköterskeförening 100 år, Bilder av sjuksköterskan
10. ↑  ”USA:s militära insatser i utlandet”. Arkiverad från originalet den 12 oktober 2011. https://www.webcitation.org/62NCLaa95?url=http://www.history.navy.mil/library/online/forces.htm.
11. 1 2  Faktakalendern 2000 – 1910 (Utlandet) , Semic, 1999
12. 1 2 3  100 år med Aftonbladet – Flygbaronen lockade tiotusentals nyfikna, 1999
13. ↑  Faktakalendern 2006, Semic, 2005
14. ↑  ”World Statesmen”. http://www.worldstatesmen.org/Montenegro.html.
15. ↑  Faktakalendern 2000 – 1910 (Sverige), 1999
16. ↑  ”Recalling the 1910 Harbin Plague, Sina.com.”. http://news.sina.com.cn/c/sd/2011-01-14/130221815935.shtml.
17. ↑  ”The Epidemic of Pneumonic Plague in Manchuria 1910–1911 Oxfordjournals.org”. http://past.oxfordjournals.org/content/190/1/147.full.
18. ↑  ”Wisdom and Western Science: The Work of Dr Wu Lien-Teh, Asia Pacific Journal of Public Health, Sagepub.com”. Arkiverad från originalet den 24 maj 2012. https://archive.is/20120524195158/http://aph.sagepub.com/content/1/1/99.extract.
19. ↑  75 år Sverige, Carl-Adam Nycop, Bokförlaget Bra böcker, 1976, sidan 65 – Omnibussen gör sin entré
20. ↑  Sverige 1900-talet – I industrialismens era, NE, Bra Böcker, 2000
21. 1 2  Sverige 1900-talet – Sverige mellan tyskt och amerikanskt, NE, Bra Böcker, 2000
22. ↑  ”100 år med Aftonbladet”. http://wwwc.aftonbladet.se/special/1900/00/bil.html. – Sverige rullar in i 1900-talet, 1999
23. ↑  ”Nobelpriset”. https://www.nobelprize.org/prizes/lists/all-nobel-prizes/. Läst 10 april 2011.